# Бурбашское сельское поселение
Бурба́шское се́льское поселе́ние — муниципальное образование (сельское поселение) в составе Балтасинского района Республики Татарстан.
Административный центр — село Бурбаш.

## География
Сельское поселение находится в северной части Татарстана, в юго-восточной части Балтасинского района. На юге и востоке граничит с Кукморским муниципальным районом Республики Татарстан. На западе поселения расположена часть площадей государственного охотничьего заказника «Сурнарский», а также государственного природного заказника «Балтасинский».
Площадь — 71.8 км² (7179,86 га)

## История
Бурбашское сельское поселение было образовано согласно Закону Республики Татарстан от 31 января 2005 года № 49-ЗРТ «Об установлении границ территорий и статусе муниципального образования „Балтасинский муниципальный район“ и муниципальных образований в его составе».

## Население
| 2010  | 2011  | 2012  | 2013  | 2014  | 2015  | 2016  |
| ----- | ----- | ----- | ----- | ----- | ----- | ----- |
| 1728  | ↘1727 | ↘1713 | ↘1711 | ↘1663 | ↘1646 | ↘1628 |
| 2017  | 2018  |       |       |       |       |       |
| ↘1595 | ↘1561 |       |       |       |       |       |

## Состав поселения
В состав сельского поселения входят 3 населённых пункта:
- Алан (деревня) — 574[13]
- Бурбаш (село, административный центр) — 869[13]
- Бурбашский Сардыган (деревня) — 264[13]